# Жедовский, Ежи
Ежи Жедовский (пол. Jerzy Rzedowski, 27 декабря 1926, Львов — 28 марта 2023, Пацкуаро) — мексиканский ботаник польского происхождения.

## Биография
Родился 27 декабря 1926 года во Львове на территории Польши (ныне Украина) в семье врача Арнольда Жедовского (1897—1943) и портнихи Эрнестины Роттер (1907—?). Семья перебралась в Силезию, когда он был ребёнком. В ходе депортаций еврейского населения в начале войны был с родителями и родственниками помещён в Сосновецкое гетто, а после ликвидации гетто в 1943 году — в концентрационный лагерь Освенцим, где погибла большая часть его семьи, включая родителей.
В 1946 году из лагеря для перемещённых лиц переехал в Мексику. С 1949 по 1952 год учился в Национальном политехническом институте, получил степень бакалавра за работу, посвящённую флоре региона Педрегаль-де-Сан-Анхель. С 1953 по 1960 год Жедовский изучал флору штата Сан-Луис-Потоси в Национальном автономном университете Мексики. В 1957—1958 год он совершил поездку во Францию, в Университет Монпелье. В 1961 году Жедовский получил степень доктора философии. Ежи Жедовский и его жена Грасьела Кальдерон-де-Жедовский вместе собирали гербарные образцы растений для создания Flora fanerogámica del Valle de México, состоящей из трёх частей, изданных в 1979—1990 годах. Затем они работали над Flora del Bajío y de regiones adyacentes. Ежи Жедовский был редактором около 10 различных научных журналов, являлся главным редактором Acta Botanica Mexicana.

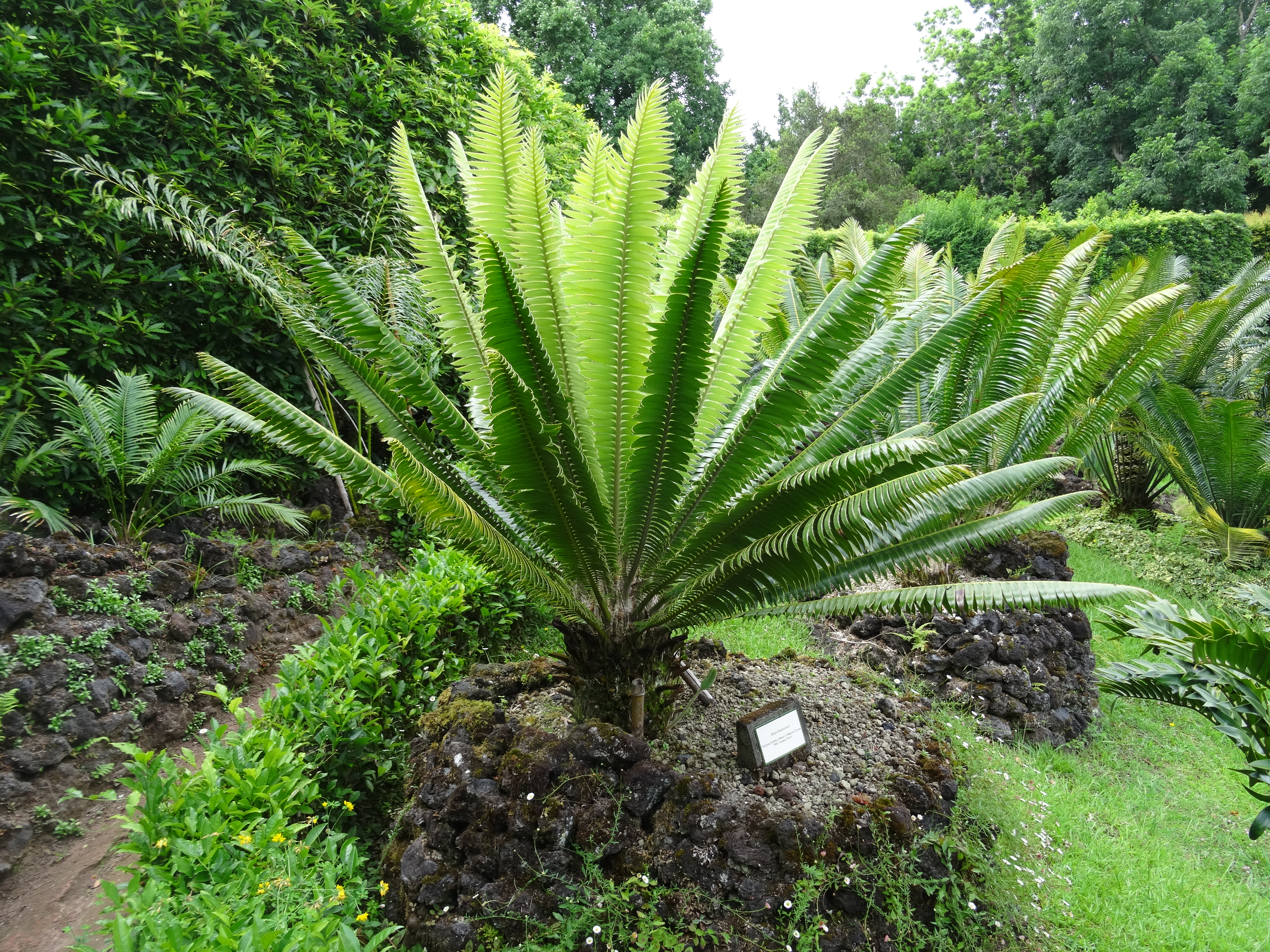
Один из видов, посвящённых Ежи Жедовскому — Дион Жедовски

Он опубликовал около 200 научных работ в области ботаники и собрал богатую флористическую документацию в виде более 54 000 гербарных листов. Его исследовательские работы являются значительным вкладом в познание флоры Мексики. Он основал научный журнал Acta Botánica Mexicana, главным редактором которого много лет был, а также входил в редколлегии 10 других журналов. Был учителем многих мексиканских ботаников (под его руководством защищено 63 докторских степеней) и членом многочисленных научных обществ. Он получил большое количество наград и отличий. В 1999 году был избран «ботаником тысячелетия» (Botánico del Milenio) по предложению доктора Дж. Питера Рэйвена — директора ботанического сада Миссури во время Международного ботанического конгресса в Сент-Луисе (США). Он награждён медалью наследия от Sociedad Botánica de México. Жедовский имел степень почётного доктора Автономного университета Чапинго и Университета Мичоакана де Сан-Николас-де-Идальго. Он был награждён премией Асы Грея Американского общества систематиков растений. В 2017 году единогласно избран иностранным членом 4-го факультета естественных наук Польской академии наук и искусств.
Авторство описанных им таксонов научно обозначено аббревиатурой Rzed.
Его имя увековечено в названиях видов многих растений (в форме rzedowskiana или rzedowskia) и в названии рода Rzedowskia. Его именем назван ботанический сад в Мексике — Jardín Botánico Jerzy Rzedowski Rotter.
Жена Ежи Жедовского, Грасиэла Кальдерон де Рзедовски (родилась в 1931 году в Гуанахуато, умерла в 2022 году), также была ботаником. Их профессиональная и научная карьеры переплелись. Они опубликовали много работ совместно.

## Род и некоторые виды растений, названные в честь Е. Жедовского
- Rzedowskia Medrano, 1981
- Acourtia rzedowskii B.L.Turner, 1993
- Agave rzedowskiana P.Carrillo, Vega & R.Delgad., 2003
- Anthurium rzedowskii Croat, 1983
- Bernardia rzedowskii A.Cerv. & Flores Olv., 2005
- Bouvardia rzedowskii Terrell & S.D.Koch, 1994
- Bursera rzedowskii C.A.Toledo, 1985
- Carex rzedowskii Reznicek & S.González, 1995
- Cercocarpus rzedowskii Henrickson, 1987
- Chamaesaracha rzedowskiana Hunz., 1980
- Chaetothylax rzedowskii Acosta, 1989 [syn.  Justicia rzedowskii (Acosta) T.F.Daniel, 1995]
- Cnidoscolus rzedowskii Fern.Casas & V.W.Steinm., 2008
- Commelina rzedowskii López-Ferr., Espejo & Ceja, 1997
- Crotalaria rzedowskii J.Espinosa, 1977
- Dalea rzedowskii Barneby, 1977
- Dioon rzedowskii De Luca, A.Moretti, Sabato & Vázq.Torres, 1980
- Elaphoglossum rzedowskii Mickel, 1980
- Eleocharis rzedowskii S.González, 1985
- Encyclia rzedowskiana Soto Arenas, 2003
- Euphorbia rzedowskii McVaugh, 1995
- Festuca rzedowskiana E.B.Alexeev, 1981
- Ficus rzedowskiana Carvajal & Cuev.-Fig., 2003
- Galium rzedowskii Dempster, 1975
- Habenaria rzedowskiana R.González, 1978
- Habenaria rzedowskii R.González, 1997
- Hedeoma rzedowskii B.L.Turner, 1994
- Ipomoea rzedowskii E.Carranza, Zamudio & Murguía, 1998
- Jatropha rzedowskii J.Jiménez Ram., 1985
- Karwinskia rzedowskii R.Fernández, 1988
- Koanophyllon rzedowskii B.L.Turner, 1987
- Linum rzedowskii Arreguín, 1985
- Lippia rzedowskii Moldenke, 1966
- Lithospermum rzedowskii J.I.Cohen, 2009
- Loeselia rzedowskii McVaugh, 1990
- Louteridium rzedowskii T.F.Daniel, 1984
- Malaxis rzedowskiana R.González, 2001
- Marsdenia rzedowskiana Juárez-Jaimes & W.D.Stevens, 1995
- Pinus rzedowskii Madrigal & M.Caball., 1969
- Platanus rzedowskii Nixon & J.M.Poole, 2003
- Polypodium rzedowskianum Mickel, 2004
- Portulaca rzedowskiana Ocampo, 2002
- Psychotria rzedowskiana Borhidi, 2004
- Rondeletia rzedowskii Lorence, 1991 [syn.  Arachnothryx rzedowskii (Lorence) Borhidi, 1995]
- Salvia rzedowskii Ramamoorthy, 1984
- Schoenocaulon rzedowskii Frame, 1999
- Selaginella rzedowskii Lorea-Hern., 1983
- Senecio rzedowskii García-Pérez, 1985
- Stevia rzedowskii McVaugh, 1972
- Tigridia rzedowskiana Aarón Rodr. & Ortiz-Cat., 2005
- Valeriana rzedowskiorum Barrie, 2003